# ブータ・ブーテ県
ブータ・ブーテ県は、10あるレソトの県のうちの一つ。面積は1,767 km2で、人口は約130,000人である（2001年）。県都はブータ・ブーテである。